# Stazione di Salandra-Grottole
Stazione di Salandra-Grottole vasútállomás Olaszországban, Salandra településen.

## Vasútvonalak
Az állomást az alábbi vasútvonalak érintik:
- Potenza-Brindisi-vasútvonal

## Kapcsolódó állomások
A vasútállomáshoz az alábbi állomások vannak a legközelebb:
- Stazione di Ferrandina-Pomarico-Miglionico
- Stazione di Grassano-Garaguso-Tricarico